# Алексеевичи
Алексеевичи (бел. Аляксе́евічы) — деревня Дрогичинском районе Брестской области Белоруссии. Входит в состав Немержанского сельсовета.

## История
По данным Центрального статистического комитета за 1880—1886 годы, значится: «Алексеевичи (Козаны, Бобруйки), деревня бывшая государственная, дворов 28, жителей 377, волостное правление (уездный город в 42 верстах), ветряная мельница. В 6 верстах — хут. Торокани ц. пр.»
По данным за 1905 год деревня Алексеевичи была центром Именинской волости Кобринского уезда и в ней насчитывалось 580 жителей.
В 1920 году Кобринский уезд был занят Польскими войсками и отошёл к Польше.
Со 2 ноября 1939 года до начала Великой Отечественной войны Алексеевичи были в составе Белорусской ССР. С 1941 года деревня находилась под немецкой оккупацией. Живших в деревне евреев немцы, по воспоминаниям местных жителей, убили в первый же день. Тогда же они искали комсомольцев, но их в деревне не было. В районе деревни действовали партизанские отряды. На деревенском кладбище в братской могиле были похоронены погибшие в боях в районе Алексеевичей партизаны отряда имени Суворова Брестского партизанского соединения (командир отряда — Константин Емельянович Казаков [1918—1999]) В 1944 году при освобождении Белоруссии, Алексеевичи — вновь в составе Белорусской ССР.
9 декабря 1948 года в деревне Алексеевичи состоялось общее собрание жителей и была организована сельхозартель «30 лет БССР». В неё вошли полеводческие бригады деревень Алексеевичи, Дубовики и Ласьки. Тогда же сельхозартель создали и жители деревни Сычи. Сельхозартель этой деревни «Новая жизнь» была создана 8 января 1949 года. Позже в деревне Тыневичи было создано коллективное хозяйство «Дружба». В 1950 году все три хозяйства были объединены в один колхоз «30 лет БССР» с центром в деревне Алексеевичи.
При укрупнении сельских поселений Дубовики и Ласьки были переселены на центральную усадьбу колхоза. Деревня Сычи в настоящее время стала частью Алексеевичей.
С 1940 года до Великой Отечественной войны и с 1944 по 1954 год Алексеевичи были центром Алексеевичевского сельсовета. 16 июля 1954 года этот сельсовет был упразднен, а его территория присоединена к Немержанскому сельсовету.

## Историко-культурное наследие
По данным отдела идеологической работы, культуры и по делам молодёжи Дрогичинского райисполкома в деревне Алексеевичи находятся:
- Памятник на месте гибели лётчика Николая Михайловича Гловы, 12 февраля 1990 года уведшего падающий самолёт от жилых домов[11]. Обелиск находится между деревнями Немержа и Алексеевичи.
- Памятник землякам, погибшим во время Великой Отечественной войны.

## Население
| 1999 | 2009 | 2010 | 2019 | 2021 |
| ---- | ---- | ---- | ---- | ---- |
| 809  | ➘560 | ➘560 | ➘370 | ➘264 |

## Инфраструктура
Действует детский сад-школа, почта, колхоз, амбулатория, магазины.